# Río de la Fortuna
Le Río de la Fortuna est une rivière située en Bolivie,,.